# Restless (Within Temptation)
Restless è il primo singolo della gruppo musicale olandese Within Temptation, pubblicato nel 1997. Il brano è la prima traccia dell'album Enter.
Per il singolo non è stato girato alcun video.

## Tracce
1. Restless (Single Mix) – 4:41
2. Pearls of Light – 5:14
3. Restless (Orchestral Remix) – 5:36